# シンディ・ウィリアムズ
シンディ・ウィリアムズ（Cindy Williams,  1947年8月22日 -  2023年1月25日）は、アメリカ合衆国の女優である。

## 来歴
1947年、カリフォルニア州サンフェルナンド・バレーのヴァン・ナイスに生まれる。同州の高校を卒業後にロサンゼルス・シティー・カレッジへ進学。大学卒業後にはコマーシャルなどの出演でキャリアをスタート。1969年にテレビシリーズの『Room 222』へ出演してプロの女優としてデビューを果たした。70年代に入るとジョージ・ルーカスが監督してヒットした『アメリカン・グラフィティ』やその続編『アメリカン・グラフィティ2』、フランシス・フォード・コッポラ監督の『カンバセーション…盗聴…』などの映画やテレビドラマなどへ精力的に出演し順調にキャリアを築いた。ちなみにルーカス監督の『スター・ウォーズ』へ登場するレイア姫役のオーディションを受けたが、結局キャリー・フィッシャーに選ばれた。特にその名が知られるようになったのは、1976年から出演したABCが製作の『ラバーン&シャーリー』で、ペニー・マーシャルとタイトルロールを演じてレギュラー出演し、その人気を不動のものにした。1978年には同ドラマへの出演でゴールデングローブ賞にもノミネートされている。

### 私生活
1982年にミュージックバンド『ハドソン・ブラザーズ』のビル・ハドソンと結婚。二人の間には子供も生まれたが2000年に離婚した。

## 出演作品

### 映画
- ガス! Gas! -Or- It Became Necessary to Destroy the World in Order to Save It. (1970)
- Drive, He Said (1971)
- 人食いアメーバの恐怖 No.2 Beware! The Blob (1972)
- Travels with My Aunt (1972)
- アメリカン・グラフィティ American Graffiti (1973)
- 変質犯テリー/殺人コレクターの甘いうずき The Killing Kind (1973)
- カンバセーション…盗聴… The Conversation (1974)
- Mr. Ricco (1975)
- 裸のコーラスライン The First Nudie Musical (1976)
- アメリカン・グラフィティ2 More American Graffiti (1979)
- レスリー・ニールセンの裸の宇宙銃を持つ男 The Creature Wasn't Nice (1983)
- ジョアンナ Joanna (1986) ※テレビ映画
- ユーフォリア UFOria (1985)
- Save the Dog! (1988) ※テレビ映画
- 屋根うらの怪人/キャンパスの春は大椿事! Big Man on Campus (1989)
- Rude Awakening (1989)
- 弁護士ペリー・メイスン Perry Mason: The Case of the Poisoned Pen (1990)
- マグノリアの花たち Steel Magnolias (1990)
- Menu for Murder (1990) ※テレビ映画
- ビンゴ Bingo (1991)
- Escape from Terror: The Teresa Stamper Story (1995)
- ステップフォードの夫たち The Stepford Husbands (1996)
- Meet Wally Sparks (1997)
- 新パティ・デューク・ショウ The Patty Duke Show: Still Rockin' in Brooklyn Heights (1999) ※テレビ映画
- The Biggest Fan (2002)
- Stealing Roses (2012)
- ストロベリー・サマー Strawberry Summer (2013)

### テレビドラマ

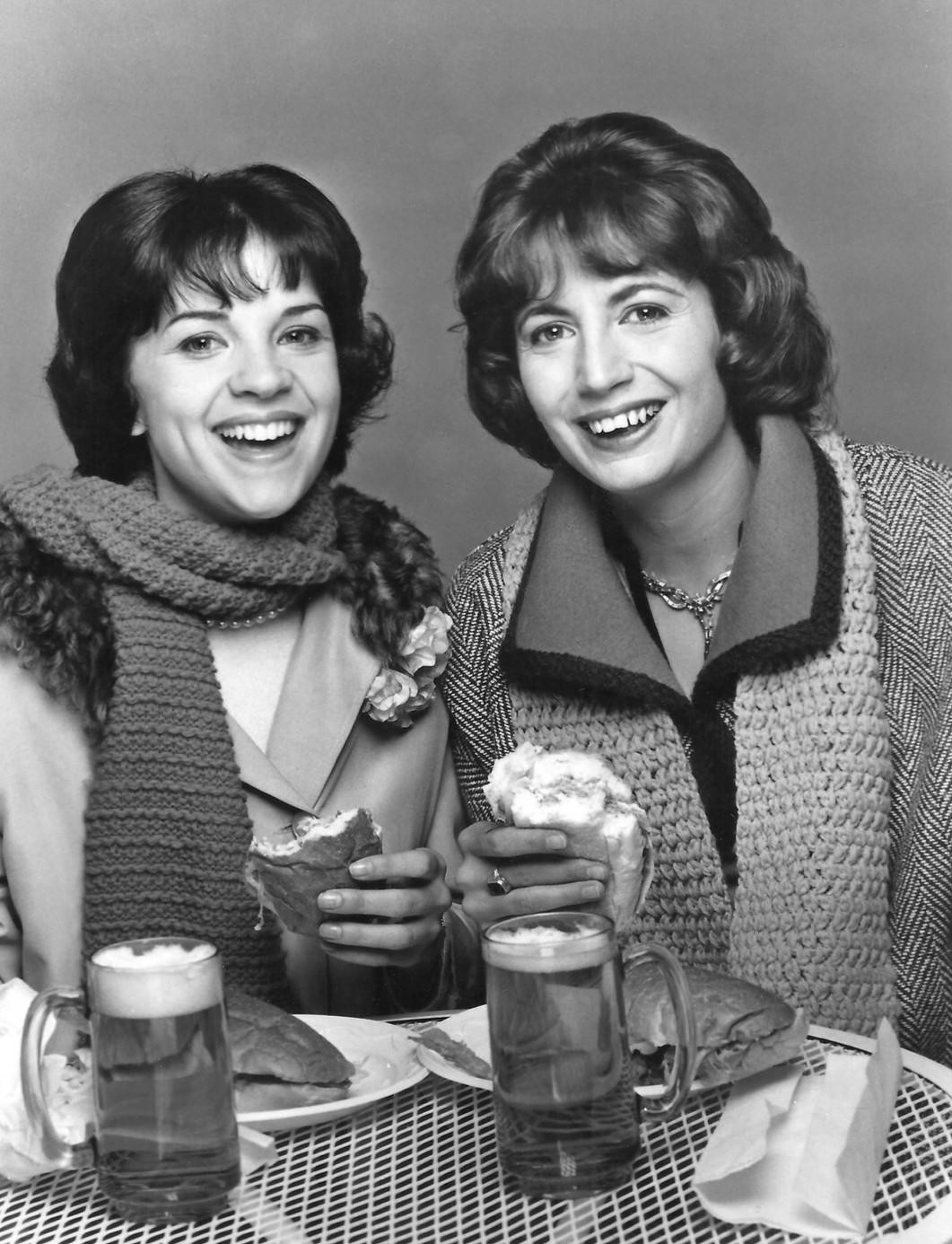
『ラバーン&シャーリー』

- Room 222 (1969, 1970, 1971)
- パパはメロメロ My World and Welcome to It (1970)
- 裸足で公園を Barefoot in the Park (1970)
- ぼくらのナニー Nanny and the Professor (1971)
- The Funny Side (1971)
- 恋愛専科 Love, American Style (1973)
- ハワイ5-0 Hawaii Five-O (1974)
- 探偵キャノン Cannon (1974)
- 警察物語 Police Story (1975)
- ハッピーデイズ Happy Days (1975, 1976, 1979)
- 弁護士ペトロチェリー Petrocelli (1976)
- ラバーン&シャーリー Laverne & Shirley (1976 - 1983)
- 白バイ野郎ジョン&パンチ CHiPs (1979)
- ディズニーランド Disneyland (1986)
- Normal Life (1990)
- 新スーパーマン Lois & Clark: The New Adventures of Superman (1994)
- The Magic School Bus (1995)
- Touched by an Angel (1996)
- Hope & Gloria (1996)
- For Your Love (2000, 2002)
- セブンスヘブン 7th Heaven (2002)
- Less Than Perfect (2002)
- パパにはヒ・ミ・ツ 8 Simple Rules... for Dating My Teenage Daughter (2003)
- LAW & ORDER:性犯罪特捜班 Law & Order: Special Victims Unit (2004)
- ガールフレンズ Girlfriends (2004, 2005)
- サム&キャット Sam & Cat (2013)

### テレビアニメ
- Mork & Mindy/Laverne & Shirley/Fonz Hour (1982)
- Shorty McShorts' Shorts (2007)

### テレビ番組
- サタデー・ナイト・ライブ Saturday Night Live (1977)